# Brandon Moreno
Brandon Moreno Carrillo, född 7 december 1993 i Tijuana, är en mexikansk MMA-utövare som sedan 2016 tävlar i organisationen Ultimate Fighting Championship.